# 21754 Tvaruzkova
21754 Tvaruzkova là một tiểu hành tinh. Nó được phát hiện ngày 9 tháng 9 năm 1999 bởi LINEAR MIT's. Nó được đặt theo tên Zuzana Tvarůžková từ Cộng hòa Séc.